# Port Elizabeth (Saint Vincent e Grenadine)
Port Elizabeth è un centro abitato di Saint Vincent e Grenadine, capoluogo della parrocchia delle Grenadine, situato sull'isola di Bequia.